# Chaz Bono
Pour les articles homonymes, voir Bono (homonymie).
Chaz Salvatore Bono, né le 4 mars 1969 à Los Angeles, est un militant américain, écrivain, musicien et acteur. Il est l'enfant unique des artistes américains Sonny et Cher,.
Bono est un homme transgenre. En 1995, plusieurs années après avoir été outé sans son accord en tant que lesbienne par la presse tabloid aux États-Unis, il s’auto-identifie publiquement comme tel dans un magazine mensuel gay américain, The Advocate. Il parle du processus de coming out concernant soi-même et les autres dans deux livres : Family Outing: A Guide to the Coming Out Process for Gays, Lesbians, and Their Families (1998) évoquant son propre coming-out, et le mémoire The End of Innocence (2003) qui traite de son outing, sa carrière de musicien, et de la mort de son amie Joan d'un lymphome non hodgkinien.
Entre 2008 et 2010, Bono effectue une transition de genre. Dans Entertainment Tonight en juin 2009, il explique que sa transition avait commencé un an plus tôt. En mai 2010, il change légalement son genre et son prénom. Un documentaire sur l'expérience de Bono, Becoming Chaz, est projeté au Festival du film de Sundance en 2011 et plus tard, il fait ses débuts à la télévision sur Oprah Winfrey Network.
En ce qui concerne sa carrière d'acteur, Bono est principalement connu pour avoir joué dans deux saisons de la série télévisée d'anthologie horrifique, American Horror Story. Il interprète un acteur, Brian Wells, dans la sixième saison, Roanoke, et l'employé d'un supermarché, Gary Longstreet, dans la septième saison, Cult.

## Enfance

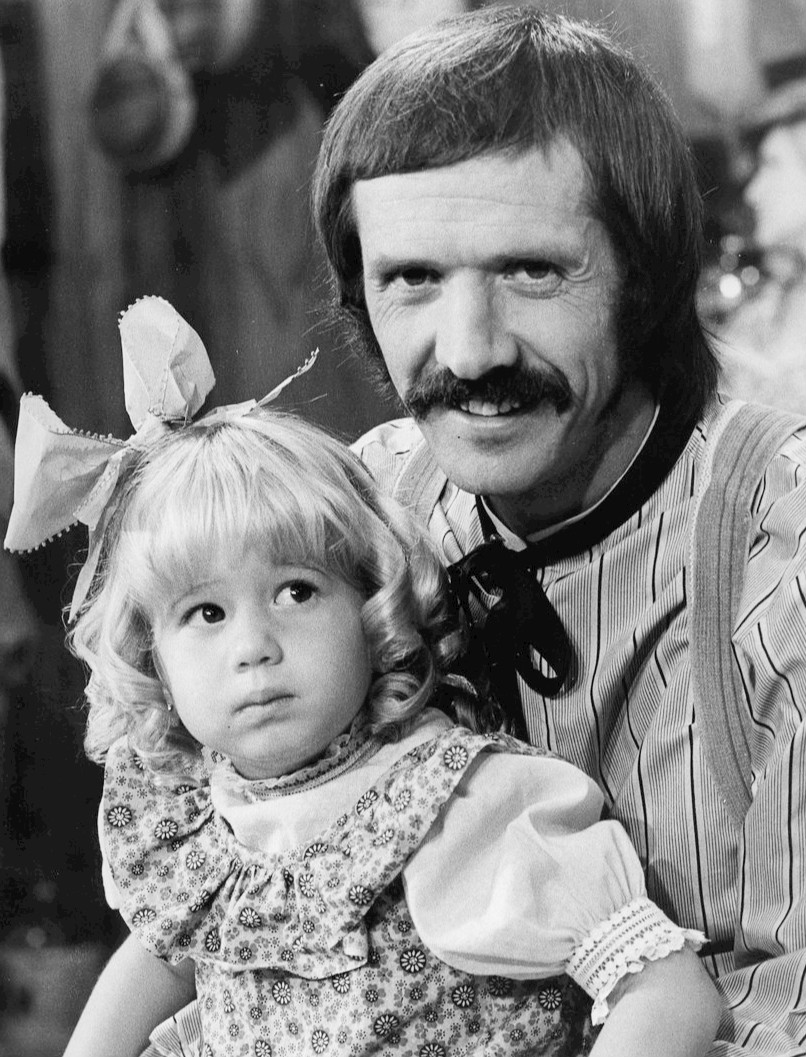
Chaz Bono avec son père Sonny Bono en 1974.

Chaz Bono est né à Los Angeles, Californie, enfant unique de Cher et Sonny Bono du duo pop Sonny & Cher, stars de la chanson et de la TV sur une chaîne de divertissement dans laquelle il apparait souvent. Chaz Bono était surnommé Chastity Sun Bono après le film Chastity, qui avait été produit par son père Sonny et dans lequel sa mère Cher (dans son premier rôle pour un long métrage) jouait le rôle d'une femme bisexuelle.
Chaz Bono annonça son lesbianisme à ses parents à l'âge de 18 ans. Dans Family Outing, Bono écrivit qu'« étant enfant, j'avais toujours senti qu'il y avait quelque chose de différent chez moi. Je regardais les autres filles de mon âge et je me sentais étrangère à leur intérêt pour la mode, à savoir quel garçon de la classe était le plus mignon, et qui ressemblait la plus à Christie Brinkley. Quand j'ai eu 13 ans, j'ai finalement trouvé un nom pour définir exactement de quelle manière j'étais différente. J'ai réalisé que j'étais lesbienne. ».

## Groupe de musique «Ceremony»
Chaz Bono commença une carrière de musicien en 1988 avec son groupe Ceremony, avec lequel il a sorti un album, Hang Out Your Poetry, en 1993, suivant en cela la même carrière que ses illustres parents. Le groupe comprenait Bono au chant, à la guitare acoustique, et aux percussions. Les autres membres étaient Steve March Tormé (chœur), Heidi Shink a.k.a. Chance, Pete McRae, Steve Bauman, Louis Ruiz, and Bryn Mathieu. Toutes les chansons du groupe (excepté une seule) ont été écrites ou co-écrites par Bono, Shrink, et Mark Hudson. Ils n'ont utilisé aucun synthétiseurs ou effets numériques sur l'album ; Shrink a noté, « Nous avons tourné le dos à la technologie. [...] Nous avons pris la musique que nous aimions et l'avons rajeunie. » Les critiques au sujet de l'album étaient plutôt mitigées. Roch Parisien de Allmusic décrivait Hang Out Your Poetry comme légèrement pop psychédélique des années 1990, « agréable, accessible, bien produit ».
Les morceaux « Could've Been Love » et « Ready for Love » ont été sortis indépendamment de l'album pour en faire des singles. Les parents de Chaz, Sonny et Cher ont également enregistré les chœurs pour le morceau « Livin' It Up » de l'album.

## Militantisme pour la cause LGBT
En avril 1995, Bono fit son coming-out en tant que lesbienne dans une interview de The Advocate, un magazine gay et lesbien. Le livre de 1998 Family Outing détaille le coming out de Chaz Bono de cette façon : « J'ai été catapultée dans un rôle politique qui a transformé ma vie, en exposant mes convictions et en m'affirmant en tant que lesbienne, en tant que femme, en tant qu'individu. » Dans le même ouvrage, Bono a rapporté que sa mère Cher, qui était à la fois une icône gay et un soutien de la communauté homosexuelle, était assez mal à l'aise avec la nouvelle au début » avant de se réconcilier en ces termes : « En août 1996, un an après avoir fait publiquement mon coming-out, ma mère avait tellement progressé qu'elle avait accepté de « s'affirmer » elle-même en faisant la couverture de The Advocate en tant que mère, fière de sa fille lesbienne. » Cher est, depuis, devenue une militante porte-parole des droits LGBT.
Malheureusement, la relation entre Bono et son père est devenue tendue après que Sonny est devenu représentant républicain de Californie. Les divergences concernant leurs opinions politiques les ont séparés, et ils ne s'étaient plus parlé depuis plus d'un an avant l'accident fatal de ski de Sonny, en janvier 1998.
Bono a travaillé comme grand écrivain pour The Advocate. En tant que militant social, Bono est devenu porte-parole du Human Rights Campaign, promouvant le National Coming Out Day, la campagne pour la réélection du président des États-Unis Bill Clinton, la campagne contre la Defense of Marriage Act, et a servi à l'Entertainment Media Director pour le Gay and Lesbian Alliance Against Defamation (GLAAD). Bono était capitaine d'équipe du Celebrity Fit Club 3 (2006) et a été soutenu par sa petite amie Jennifer Elia, qui a orchestré les séances d'exercices et de formations,.

## Transition de genre
Aux environs de l'année 2008, Bono qui s'identifiait désormais comme homme transgenre et non plus femme lesbienne, a commencé sa transition physique et sociale. Cela a été confirmé, en juin 2009, par son manager, qui a identifié le nom préféré de Bono Chaz Bono et a dit : « L'espoir de Chaz est que son choix de transition ouvrira les cœurs et les esprits du public sur cette question, tout comme son coming-out l'a fait. » Le GLAAD et la Empowering Spirits Foundation lui ont rapidement offert leur soutien. L'acte juridique concernant le changement de genre de Bono de femme vers homme a été validé le 8 mai 2010, quand un tribunal de Californie a acté à la fois un changement de genre et un changement de prénom. Il a choisi le nom « Chaz Salvatore Bono » en l'honneur de ses parents,. Bono a réalisé Becoming Chaz, un film documentaire sur sa transition dont l'avant-première a été projetée en 2011 au Sundance Film Festival. OWN: Oprah Winfrey Network a acquis les droits du documentaire et a fait ses débuts le 10 mai 2011.
En septembre 2011, il a participé à la 13e saison de la version américaine de Danse avec les Stars, accompagné de la danseuse professionnelle Lacey Schwimmer. Le duo a été éliminé le 25 octobre 2011. Ce fut la première fois qu'un homme ouvertement transgenre apparaissait à la télévision pour un grand spectacle de divertissement sans rapport avec le fait d'avoir changé de genre.

## Filmographie
- 1973 : The Sonny and Cher Comedy Hour : lui-même (1 épisode)
- 1976-1977 : The Sonny and Cher Show : lui-même (5 épisodes)
- 1994 : Bar Girls : Scorp'
- 1997 : Ellen : Le modérateur (1 épisode)
- 2004 : Fronterz : lui-même

- 2012 : Degrassi : la nouvelle génération : lui-même (1 épisode)
- 2013 : La vie secrète d'une ado ordinaire : lui-même (1 épisode)
- 2016 : Amour, gloire et beauté : Révérend Rydale (5 épisodes)
- 2016 : Dirty : Jerry, le thésauriseur
- 2016 : Where the Bears Are : Gavin Kelly (3 épisodes)
- 2016 : American Horror Story : Roanoke : Brian Wells / Lot Polk (5 épisodes)
- 2017 : American Horror Story : Cult : Gary Longstreet (8 épisodes)
- 2017 : Adi Shankar's God and Secrets (en post-production )
- 2020 : Disclosure